# Sheldon Katz
Sheldon H. Katz (* 19. Dezember 1956 in Brooklyn) ist ein US-amerikanischer Mathematiker.
Katz gewann 1973 den Ersten Preis bei der US-Mathematikolympiade. Er  erwarb 1976 seinen Bachelor-Abschluss am Massachusetts Institute of Technology und wurde 1980 an der Princeton University bei Robert Gunning promoviert (Deformations of Linear Systems, Divisors and Weierstrass Points on Curves). Ab 1980 war er Instructor an der University of Utah und ab 1984 Assistant Professor, 1989 Associate Professor und ab 1994 Professor an der Oklahoma State University, 1997 bis 1999 als Southwestern Bell Professor und ab 1999 als Regents Professor. Ab 2001 ist er Professor an der University of Illinois at Urbana-Champaign
1982/83 war er am Institute for Advanced Study. Er war Gastprofessor am Mittag-Leffler-Institut (1997), an der Duke University (1991/92) und an der Universität Bayreuth (1989).
Er befasst sich mit Algebraischer Geometrie und deren Anwendungen in der Stringtheorie (Spiegelsymmetrie) und Supersymmetrie. Entsprechend veröffentlicht er auch viel in Physik-Zeitschriften.
Er ist seit 2013 Fellow der American Mathematical Society.

## Schriften
- mit Rahul Pandharipande, Cumrun Vafa, Ravi Vakil, Eric Zaslow, Kentaro Hori, Albrecht Klemm, Richard Thomas: Mirror Symmetry, Clay Mathematics Monographs, Band 1, 2003
- mit David A. Cox: Mirror Symmetry and Algebraic Geometry, AMS 1999
- Enumerative Geometry and String Theory, AMS, Student Mathematical Library, 2006